# Coupe d'Algérie de basket-ball 1987-1988
Navigation
Coupe d'Algérie 1986-1987 Coupe d'Algérie 1988-1989
La Coupe d'Algérie 1987-1988 est la 19e édition de la Coupe d'Algérie de basket-ball, compétition à élimination directe mettant aux prises des clubs de basket-ball amateurs et professionnels affiliés à la fédération algérienne de basket-ball.

## Seizièmes de finale
| #  | Date | Club 1           | Résultat | Club 2 | Lieu |
| -- | ---- | ---------------- | -------- | ------ | ---- |
| 1  | 1988 | SR Annaba        | -        | n.c    | à    |
| 2  | 1988 | OM Arzew         | -        | n.c    | à    |
| 3  | 1988 | Université Blida | -        | n.c    | à    |
| 4  | 1988 | CR Béni Saf      | -        | n.c    | à    |
| 5  | 1988 | IR Binaa Alger   | -        | n.c    | à    |
| 6  | 1988 | IR Hussein Dey   | -        | n.c    | à    |
| 7  | 1988 | CRB Témouchent   | -        | n.c    | à    |
| 8  | 1988 | MC Oran          | -        | n.c    | à    |
| 9  | 1988 | WA Boufarik      | -        | n.c    | à    |
| 10 | 1988 | USM Alger        | -        | n.c    | à    |
| 11 | 1988 | CRB Hamma        | -        | n.c    | à    |
| 12 | 1988 | MC Alger         | -        | n.c    | à    |
| 13 | 1988 | MA Hussein Dey   | -        | n.c    | à    |
| 14 | 1988 | CR Birkhadem     | -        | n.c    | à    |
| 15 | 1988 | MB Skikda        | -        | n.c    | à    |
| 16 | 1988 | ASPTT Alger      | -        | n.c    | à    |

## Huitièmes de finale
| # | Date        | Club 1           | Résultat | Club 2         | Lieu                         |
| - | ----------- | ---------------- | -------- | -------------- | ---------------------------- |
| 1 | 4 mars 1988 | SR Annaba        | 75 - 70  | WA Boufarik    | à                            |
| 2 | 4 mars 1988 | OM Arzew         | 46-96    | USM Alger      | à                            |
| 3 | 4 mars 1988 | Université Blida | 90-83    | CRB Hamma      | à                            |
| 4 | 4 mars 1988 | CR Béni Saf      | 52-76    | MC Alger       | Match arrêté à la 29e minute |
| 5 | 4 mars 1988 | IR Binaa Alger   | 84-75    | MA Hussein Dey | Salle Harcha Hassen          |
| 6 | 4 mars 1988 | IR Hussein Dey   | 84-72    | CR Birkhadem   | à                            |
| 7 | 4 mars 1988 | CRB Témouchent   | 76-65    | MB Skikda      | à                            |
| 8 | 4 mars 1988 | MC Oran          | 70-52    | ASPTT Alger    | à                            |

## Quarts de finale
| # | Date                       | Club 1           | Résultat | Club 2               | Lieu                                            |
| - | -------------------------- | ---------------- | -------- | -------------------- | ----------------------------------------------- |
| 1 | jeudi 7 avril 1988 à 16h00 | Mouloudia d'Oran | 83 - 88  | CRB Témouchent       | à Mostaganem                                    |
| 2 | jeudi 7 avril 1988 à 17h00 | SR Annaba        | 80-88    | IRB / ECTA Alger     | à Jijel                                         |
| 3 | jeudi 7 avril 1988 à 18h30 | Université Blida | -        | MC Alger             | à la Salle Harcha Hassen, Alger                 |
| 4 | jeudi 7 avril 1988 à 15h00 | USM Alger        | 90-73    | IRB Hussein Dey (DR) | Centre Sportive Féminines de Ben-Aknoun , Alger |

## Demi-finales
| # | Date        | Club 1         | Résultat                          | Club 2           | Lieu                       |
| - | ----------- | -------------- | --------------------------------- | ---------------- | -------------------------- |
| 1 | 26 mai 1988 | CRB Témouchent | 67 - 77 (mi-temps 25-41 et 42-36) | IRB / ECTA Alger | Palais des sports, Oran    |
| 2 | 26 mai 1988 | MC Alger       | 80-69 (mi-temps 42-31 et 38-38)   | USM Alger        | Salle Harcha Hassen, Alger |

## Finale
La feuille de match de la finale est la suivante,, :
| 30 juin 1988 19h00 CET |                                   | IRB / ECTA Alger | 85-72              | MC Alger |  | Salle Harcha Hassen, (Alger) Affluence : Nombreuse Arbitres : Talbi et Chachoua | ENTV |
| 30 juin 1988 19h00 CET | Score par mi-temps : 35-44, 50-28 |                  |                    |          |  | Salle Harcha Hassen, (Alger) Affluence : Nombreuse Arbitres : Talbi et Chachoua | ENTV |
| 30 juin 1988 19h00 CET | Mohamed Yahia, 25                 | Points           | Mourad Slimani, 29 |          |  | Salle Harcha Hassen, (Alger) Affluence : Nombreuse Arbitres : Talbi et Chachoua | ENTV |

La composition est la suivante :
- IRB Alger : Amar Boulouh (3 pts), Achour Sekhi (3 pts), Youcef Houri, Reguig, Mohamed Yahia (25 pts), Djaafar Maali (10 pts), Mohamed Bellal (17 pts), Salah Ghedioui (17 pts), Benmoussa (4 pts) , Karim Mestghanemi (6 pts). L'entraîneur est Rabah Terrai.
- MC Alger : Mahmoud Merouane, Driss Zine (2 pts), Ahcène Malki (18 pts), Djerridi, Djamel Salem Kor, Fayçal Aktouf (20 pts), Kamel Aktouf (3 pts), Mourad Slimani (29 pts), Rabah Dehmoune. L'entraîneur est Benchemman Hamou .